# Malmö Airport
Malmö flygplats (IATA: MMX, ICAO: ESMS), före 2007 Sturups flygplats, är en internationell flygplats i södra Skåne. Driftbolaget Swedavia marknadsför flygplatsen som Malmö Airport. Flygplatsen ligger norr om E65 utanför Svedala, i Börringe socken, Svedala kommun. Den öppnades 1972 som ersättning för Bulltofta flygplats i Malmö som då lades ned. Den största destinationen i antal resenärer är Stockholm. Bland flygplatsens utrikesdestinationer är de största (2024) Belgrad, Cluj-Napoca, Gdansk, Skopje, Tirana och Zagreb, vilka alla hade mer är 30 000 resenärer. 
Med drygt 900 000 passagerare (2024) fördelat på 53% inrikes- och 47% utrikesresenärer, är Malmö flygplats Sveriges femte största flygplats i resenärer räknat efter Stockholm-Arlanda, Göteborg-Landvetter, Stockholm-Bromma och Luleå-Kallax. Räknat i fraktvolym är bara Stockholm-Arlanda och Göteborg-Landvetter större än Malmö flygplats.

## Kommunikationer
E65 och länsväg 108 går i närheten av flygplatsen. Flygbussarna kör till Malmö. Det finns även taxibilar. Mellan Malmö flygplats och centrala Malmö är det 30 kilometer. Till Trelleborg är avståndet 25 kilometer, till Lund 25 kilometer, till Ystad 40 kilometer och till Köpenhamn 60 kilometer.

## Historik

### Planering och debatt kring flygplatsbygget
Sturup var fram till 1970 en vanlig, skånsk by. Byn hade funnits på samma plats sedan medeltiden. När planerna på en flygplats blev kända 1964 var det inte många protester. 
Argumenten för en flyttning av Bulltofta flygfält var i stort sett de samma som argumenten för en flyttning av Kastrups flygplats, som diskuterades ungefär samtidigt. De boende på Segevång, och i villabebyggelsen på Valdemarsro stördes redan på 1960-talet av buller från flygtrafiken, och bullret kunde väntas bli förvärrat om Bulltofta skulle överflyglas av den planerade storflygplatsen på den danska sidan. Flygtrafiken expanderade och de mera bullrande jetflygplanen började användas. Bostadsbristen i Malmö var svår, och behovet av att som ett led i Miljonprogrammet bygga höghus på Rosengård prioriterades högt, men bedömdes förutsätta en nedläggning av flygplatsen. Därmed skulle också en del av efterfrågan på villatomter inom Malmö stad kunna tillgodoses, till exempel på Riseberga. Placeringen av en ny flygplats bortom Svedala låg också i linje med förhoppningar om kraftigt fortsatt ekonomisk tillväxt i sydvästra Skåne, med fortsatt inflyttning av arbetskraft och etableringar av industrier.
Protesterna kom först 1968–1969 när fastigheterna löstes in och byggnaderna brändes upp. Den sista skörden skedde 1968, den siste fastighetsägaren flyttade ut julen 1969. Skånes Naturvårdsförbund fick upp ögonen för att ett av landskapets största fågelområden var på väg att förgöras. Miljöorganisationerna var överlag starkt kritiska till hela bygget. Nära flygplatsen finns naturreservat, skyddsvärda miljöer och lokaler för många sällsynta djurarter som kungsörn och lövgroda. Planerna på en flygplats på ön Saltholm stötte på samma slags naturskyddsmotiverade motstånd.
I debatten hävdades också att Sturup var en onödig investering eftersom Malmöregionen skulle kunna betjänas av den planerade storflygplatsen på Saltholm i Öresund, med fördelen att bullerproblemet hade minskat kraftigt för de boende kring såväl Bulltofta som Kastrup. I sammanhanget diskuterades också en Öresundsbro via den nya flygplatsen. Sedan byggandet av Sturups flygplats kommit igång skrinlades de danska planerna på en flyttning av Kastrups flygplats till Saltholm.

### Flygplatsens utveckling
Flygplatsbygget startade våren 1970 och den 1 december 1972 landade det första flygplanet (vars cockpit finns bevarad på Tekniska museet i Malmö) på Sturup, två dagar före den officiella invigningen som förrättades av kommunikationsminister Bengt Norling. Bygget kostnadsberäknades till 75 miljoner kronor men slutade på 133 miljoner kronor. Bland annat fick man betala mer för fastighetsinlösen än man först tänkt sig och marken visade sig vara mer svårbebyggd än vad som först antagits. Kostnaderna delades mellan staten och Malmö kommun.
1973 kom Folketinget att skjuta förslaget om en flygplats på Saltholm på framtiden, främst av kostnadsskäl, för att 1980 avföra det helt – nu av miljöskyddsskäl. Istället skedde en utbyggnad av Kastrup.
I Malmö Airport Masterplan från 2018 beskrivs hur flygplatsen kommer att utvecklas under de kommande åren, bland annat genom utbyggnad av hallen för ankommande bagage och med nya trafikflöden till och från flygplatsen. Arbetena projekteras för att i framtiden även kunna inkludera en andra passagerarterminal, samt en andra, parallell, start- och landningsbana nordväst om den nuvarande.
Mellan 1996 och 2019 gick antalet årliga passagerare från cirka 1,5 miljoner till drygt 2 miljoner, för att rasa till en halv miljon pandemiåret 2020 och sedan återgå till siffror omkring 1 miljon passagerare per år.

## Flygbolag som trafikerar flygplatsen

### Passagerare
- GP Aviation
- Jet Time
- Ryanair
- Scandinavian Airlines
- Sunclass Airlines
- Trade Air
- TUIfly Nordic
- Wizz Air

### Frakt
- Flightline
- UPS
- Zimex

### Charter
- Flyby

## Myndigheter och säkerhet

### Polisen
Gränspolisen på Malmö flygplats har bland annat i uppgift att sköta passkontrollen på utrikes transithallen för flyg utanför Schengenområdet och allmänt polisarbete. 

### Tullen
Tullverket har ingen fast närvaro utan kör dit vid behov.

### Flygplatssäkerhet
Malmö flygplats är klassad som ett skyddsobjekt. Det innebär att de juridiska befogenheterna för flygplatsens vakter är omfattande när de agerar som skyddsvakter.
Securitas Sverige AB sköter nästan all säkerhetsrelaterad verksamhet, medan Swedavia står för räddningstjänsten.
Övergripande ansvar och tillsyn sköts av Transportstyrelsen.

## Statistik
Sökfråga på wikidata efter rådata.